# Liou Čchi-pao
Liou Čchi-pao (čínsky pchin-jinem Liú Qíbǎo, znaky zjednodušené 刘奇葆; * leden 1953) je bývalý čínský komunistický politik, vzděláním historik a ekonom, který pracoval na úseku propagandy a administrativy na provinční a celostátní úrovni Komunistického svazu mládeže Číny a Komunistické strany Číny. Do vyšších funkcí se propracoval v 80. letech, kdy byl členem sekretariátu ústředního výboru svazu mládeže (1985–1993). V letech 1994–2002 pracoval ve vládě jako zástupce generálního sekretáře státní rady. Poté byl přeložen mimo Peking, na místo zástupce tajemníka kuangsijského oblastního výboru KS Číny (2000–2006), tajemníka kuangsijského oblastního výboru KS Číny (2006–2007) a tajemníka s’čchuanského provinčního výboru KS Číny (2007–2012). Roku 2012 přešel do vedení KS Číny, jako člen politbyra, tajemník sekretariátu, vedoucí oddělení propagandy ÚV KS Číny a místopředseda ústřední komise pro řízení výstavby duchovní civilizace (2012–2017 všechny čtyři funkce). V širším vedení KS Číny, ústředním výboru, působil v letech 2002–2007 jako kandidát a poté do roku 2022 jako člen výboru. Závěrem kariéry vykonával funkci místopředsedy celostátního výboru Čínského lidového politického poradního shromáždění (2018–2023).

## Život
Liou Čchi-pao se narodil v lednu 1953 v okrese Su-sung na jihozápadě provincie An-chuej. Od roku 1968 pracoval v rodné vsi, vstoupil do Komunistického svazu mládeže Číny, roku 1971 vstoupil do Komunistické strany Číny. V letech 1972–1974 studoval historii na Anchuejské normální univerzitě. Poté pracoval v teoretickém výzkumném úřadu při oddělení propagandy anchuejského provinčního výboru KS Číny a od roku 1977 v hlavní kanceláři anchuejského provinčního výboru. Roku 1980 přešel do aparátu anchuejského svazu mládeže, jako zástupce vedoucího oddělení propagandy (1980–1982), vedoucí oddělení propagandy a zástupce tajemníka provinčního výboru svazu mládeže (1982–1983) a konečně tajemníka provinčního výboru svazu mládeže (1983–1985). Roku 1985 byl přeložen do pekingského ústředí svazu mládeže, když byl zvolen jedním ze členů sekretariátu ÚV Komunistického svazu mládeže Číny (ve vedení svazu mládeže v té době působili i budoucí vůdci komunistické strany Li Kche-čchiang a Li Jüan-čchao, a také Sung Te-fu, Čang Pao-šun a Liou Jen-tung. Současně si doplnil vzdělání, když v letech 1991–1993 dálkově studoval ekonomické plánování a management na Ťilinské univerzitě.
V letech 1993–1994 krátce působil jako zástupce hlavního editora Lidového deníku, poté pracoval ve vládě jako zástupce generálního sekretáře státní rady.
Roku 2000 byl přeložen do autonomní oblasti Kuang-si do úřadu zástupce tajemníka kuangsijského oblastního výboru KS Číny, následně od června 2006 kuangsijskou stranickou organizaci vedl jako tajemník oblastního výboru KS Číny. Současně od ledna 2007 předsedal kuangsijskému provinčnímu lidovému shromáždění. V Kuang-si nezůstal dlouho, od listopadu 2007 stál v čele komunistů provincie S’-čchuan. I v S’-čchuanu předsedal s’čchuanskému provinčnímu lidovému shromáždění, od ledna 2008 do ledna 2013. Se vzestupem do vedení oblastí a provincií postoupil i do celostátního vedení KS Číny, když byl na XVI. sjezdu KS Číny v listopadu 2002 zvolen kandidátem ústředního výboru a na následujícím XVII. sjezdu KS Číny v říjnu 2007 členem ústředního výboru (znovuzvolen na sjezdech roku 2012 a 2017).
Politicky byl Liou Čchi-pao řazen mezi členy takzvané „komsomolské kliky“, vzájemně si blízkých funkcionářů svazu mládeže, jejichž nejvýznamnějším představitelem byl Chu Ťin-tchao, který stál v čele svazu mládeže v letech 1984–1985 a v čele KS Číny v letech 2002–2012.
Na XVIII. sjezdu KS Číny v listopadu 2012 byl Liou Čchi-pao zvolen členem politbyra a tajemníkem sekretariátu ÚV KS Číny. Současně byl jmenován vedoucím oddělení propagandy ÚV KS Číny a místopředsedou ústřední komise pro řízení výstavby duchovní civilizace.
Na XIX. sjezdu KS Číny v říjnu 2017 byl zvolen do ústředního výboru, ne však do politbyra (ačkoliv jako čtyřiašedesátiletý ještě nedosáhl 68 let, zvykové hranice pro odchod členů politbyra do důchodu. V březnu 2018 byl zvolen místopředsedou celostátního výboru Čínského lidového politického poradního shromáždění, ve funkci zůstal jedno volební období, do března 2023. Již předtím na XX. sjezdu KS Číny odešel z ústředního výboru. Poté žil na penzi.